# Covers (álbum)
Covers es un álbum de versiones hecho por Placebo. El disco fue originalmente lanzado como disco Bonus del disco Sleeping with Ghosts el 22 de septiembre de 2003 por parte de Hut Records y Astralweks. Después se Re-lanzaría como un LP en el 2003 con la portada gris y solo en blanco el nombre de la banda (en el 2010 el nombre de la banda cambia a Rojo). Muchas de las canciones son Caras B de los sencillos del disco Sleeping with Ghosts.

## Listado de canciones
1. Running Up That Hill (Originalmente de Kate Bush) - 4:57
2. Where Is My Mind? [XFM Live Version] (Originalmente de Pixies) - 3:44
3. Bigmouth Strikes Again (Originalmente de The Smiths) - 3:54
4. Johnny and Mary (Originalmente de Robert Palmer) - 3:25
5. 20th Century Boy (Originalmente de T.Rex) - 4:39
6. The Ballad of Melody Nelson (Originalmente de Serge Gainsbourg) - 3:58
7. Holocaust (Originalmente de Alex Chilton) - 4:27
8. I Feel You (Originalmente de Depeche Mode) - 6:26
9. Daddy Cool (Originalmente de Boney M.) - 3:21
10. Jackie (Originalmente de Sinéad O'Connor) - 2:48

- Datos: Q2269262